# Aéroport de Thessalonique-Makedonía
L'aéroport international de Thessalonique « Macédoine » (en grec moderne : Διεθνής Κρατικός Αερολιμένας Θεσσαλονίκης «Μακεδονία» / ΚΑΘΜ, code IATA : SKG • code OACI : LGTS • Code aéroport grec : grec moderne : ΚΑΘΜ) est un aéroport situé à 13 km de Thessalonique dans le dème de Míkra, municipalité de Thérmi.
L'aéroport fonctionne depuis 1930 et est le troisième aéroport le plus fréquenté de Grèce, accueillant 3,9 millions de voyageurs chaque année. C'est l'aéroport principal de la Grèce du nord, desservant la ville de Thessalonique (la deuxième ville la plus peuplée de Grèce) et la région l'entourant, et notamment durant la période estivale les stations balnéaires de la Chalcidique.
Le terminal de l'aéroport comprend trois étages. Le rez-de-chaussée est divisé en deux secteurs ; les arrivées internationales extra-Schengen et les arrivées locales et intra-Schengen. Le premier étage sert pour les départs et abrite aussi divers magasins, des restaurants, des bars et les bureaux des compagnies aériennes. Le deuxième étage abrite deux restaurants et quelques bars qui donnent sur les pistes de l'aéroport.

## Histoire
Pendant la Première Guerre mondiale, un champ de vols existait à l’emplacement de l’actuel aéroport de Thessalonique « Makedonía ». Ce champ de vols a été aussi utilisé pendant la Seconde Guerre mondiale. En 1941, ses dimensions étaient 2500 × 300 verges (soit 2286 × 274 m). Durant la période d'occupation de la Grèce par les forces de l'Axe, d'importants travaux ont été réalisés à l’aéroport, parmi lesquels la construction d’une piste longue de 600 mètres. L'aéroport civil fonctionne à cette place depuis 1948.

### Pistes
En 1950, la piste existante 10/28, alors longue de 1 800 mètres, est asphaltée tandis qu'en 1952 elle est prolongée de 200 mètres. En même temps, la construction de la piste 17/35 (orientation actuelle : 16/34) est mise en adjudication et les travaux s’achèvent l’année suivante. En 1958, l'OTAN finance la reconstruction et le prolongement de la piste 10/28 à 2 440 mètres, soit à sa longueur actuelle. En 1972, l'autre piste 16/34 obtient aussi sa longueur actuelle de 2 400 mètres par expansion sur la mer. En 2004, la voie de circulation F, parallèle à la piste principale 10/28, est mise en service.

### Aires de stationnement
La première aire de stationnement devant le bâtiment de 1952 était revêtue de plaques métalliques. Simultanément à la construction de la nouvelle aérogare en 1965, la nouvelle aire de stationnement est construite sur son emplacement actuel. En 1996 s’achèvent les travaux de l’aire de stationnement de l’aérogare de marchandises, d’une capacité de quatre places. En juin 2000, est mise en service l’aire de stationnement se trouvant entre l’aérogare de voyageurs et l’aérogare de marchandises, d’une surface de 40 000 m2 et d’une capacité de cinq places. En 2004 s’achève le nouveau prolongement de l’aire de stationnement devant l’aéro-club d’une surface de 26 000 m2 tandis qu’en 2005 est mise en service le prolongement de 30 000 m2 de l’aire de stationnement des avions-cargo. À la suite de ces travaux-là la surface de l’aire de stationnement de l’aéroport s’élève à 215 000 m2 avec une capacité de 22 places.

### Bâtiments voyageurs
Le premier bâtiment voyageurs de l’aérogare est construit en 1952 dans le local de la base aérienne 113, et était équipé d'une chambre de contrôle de 9 m2 sur son toit. Le 26 septembre 1965 est inauguré le nouveau bâtiment de l’aérogare à son emplacement actuel tandis que la première tour de contrôle est construit sur sa terrasse.
Entre 1968 et 1973 ce bâtiment a été élargi en gagnant un deuxième étage. La piste s'est aussi prolongée. Une troisième phase de prolongement a eu lieu entre 1977 et 1978. Pendant la même période il est construit le bâtiment de l’actuel complexe indépendant qui abrite le contrôle de la circulation aérienne à la suite de l’effondrement de l’ancienne tour de contrôle à cause du séisme de 1978.
L’élargissement suivant du bâtiment voyageurs (quatrième phase) s’est réalisé en deux étapes, et les lancements de travaux ont eu lieu respectivement en 1991 et en 1993. L’organisme de la capitale européenne de la culture – Thessalonique 1997 a procédé à des travaux d’embellissement, de renouvellement, de modernisation et de restructuration des locaux du bâtiment. La surface libre du bâtiment en 1997 était 12 500 m2.
L’aérogare a pris sa forme actuelle à la suite des prolongements vers l’est et l’ouest qui se sont achevés respectivement en novembre 2000 et en juin 2003 pendant laquelle 19 000 m2 ont été ajoutés aux bâtiments préexistants. Le prolongement vers l’ouest (6 000 m2) comprenait l’élargissement de l’espace de départs vers l’étranger (nouvelle salle extra-schengen) et l’élargissement de la boutique hors taxes, mais aussi la création de nouveaux bureaux pour l’administration de l’aéroport et d’un nouveau poste sanitaire. L’élargissement de 13 280 m2 vers l’est (jusqu’au bâtiment de la tour de contrôle) a procuré à l’aéroport une nouvelle salle d’enregistrement, de nouveaux espaces d’attente, plusieurs bureaux pour l’administration des compagnies aériennes, le prolongement de convoyeurs de transport et de répartition des bagages dans le rez-de-chaussée et encore la reconstruction du restaurant de l’aéroport. La surface du bâtiment de l’aérogare est actuellement de 32 000 m2. Parallèlement, de 2004 à 2006 est donné à la circulation le nouveau carrefour routier devant l’entrée de l’aérogare et les nouveaux garages pour les voitures privées ou à louer, les autocars et la station de taxis.

### Autres installations
En 1994 est construit le local affecté à la formation de pilotes doté d'un simulateur de vol, et le hangar d'entretien de l'Olympic Aviation. Quant au terminal de fret, il a été bâti durant les années 1990.

### Plan d'investissement de Fraport Grèce
Le 22 mars 2017, Fraport-Grèce présente son projet de développement pour les 14 aéroports régionaux dont l'aéroport macédonien de Thessalonique.
Bobotis Architects are implementing the Architectural Studies for Thessaloniki airport.
Intrakat has managed refurbishing and upgrading current facilities at the airport, as well as studies and expansion projects.
Immediate actions that will be implemented at the airports as soon as Fraport Greece takes over operations before the launch of the summer season include: :
1. General clean-up
2. Improving lighting, marking of airside areas.
3. Upgrading sanitary facilities
4. Enhancing services and offering new free Internet connection (WiFi)
5. Implementing works to improve fire safety in all the areas of the airports

The following summarizes the enhancement changes that will be implemented for Macedonia International Airport of Thessaloniki under Fraport Greece’s investment plan until 2021 :
1. New terminal
2. Terminal expansion by 30,998 m2, incl. new landside access
3. Remodeling of existing Terminal
4. HBS inline screening
5. New fire station
6. Expanding the waste water treatment plant or connection to municipal service
7. Reorganizing the airport apron area
8. Refurbishing airside pavement
9. Terminal expansion by 31,380 m2
10. 47 percent increase in the number of Check-in Stations (from 30 to 44)
11. 75 percent increase in the number of security lanes (from 4 to 7)
12. 50 percent increase in the number of departure gates (from 16 to 24)
13. Doubling the number of security-check lanes (from 6 to 12)

You can see above the realistic photos of the Future of the Airport :

## Avenir
En 2015, Fraport (de Frankfurt Airport, exploitant de l'aéroport de Francfort-sur-le-Main), associé à l'opérateur grec Colezopoulos, annonce la signature d'un accord de concession pour une durée de 40 ans pour la gestion de 14 aéroports en Grèce ; l'aéroport de Thessalonique fait partie de cet accord, ainsi que ceux de Aktion, Chania, Corfu, Kavala, Kefalonia, Kos, Mytilene, Mykonos, Rhodes, Samos, Santorini, Skiathos, et Zakynthos.

### Prolongement de la piste 10/28
La piste 10/28 et la voie de circulation en construction parallèle seront prolongées de 1 150 mètres dont 1 000 mètres au-dessus de la mer. Pour cette raison un immense remblai longue de 1 064 mètres et large de 450 mètres est créé dans la mer. La piste 10/28 à la suite de ces travaux sera longue de 3 440 mètres et aura une zone de sécurité de 150 mètres à l'extrémité de l'orientation 10. La construction va coûter 220 million d'euros.

### Construction de la nouvelle aérogare
La construction de la nouvelle aérogare comprend le nouveau bâtiment de l'aérogare d'une surface de 115 000 m2 et d'une capacité de 8 millions de voyageurs par an et 2 800 voyageurs aux heures de pointe (départs / arrivées), les nouvelles aires de stationnement de la classe E et F et du terrain des manœuvres pour 36 avions et le réseau routier principal et secondaire mais aussi les parcs de stationnement des voitures.

## Compagnies aériennes et destinations
| Compagnies                    | Destinations |
| ----------------------------- | --- |
| Aegean Airlines               | - Athènes E.-Venizélos, - Barcelone-El Prat, - Berlin-Brandebourg, - Bruxelles-National, - Cologne/Bonn-K. Adenauer, - Düsseldorf, - Erevan-Zvarnots, - Francfort, - Hambourg-H.-Schmidt, - Larnaca, - Milan-Malpensa, - Munich-F. J. Strauß, - Rome Léonard-de-Vinci/Fiumicino, - Stuttgart, - Tel Aviv - Ben Gourion, - Zurich En saison : Hanovre, Nuremberg-A. Dürer, Paris-Charles de Gaulle, Tbilissi-C. Roustavéli, Venise - Marco Polo |
| airBaltic                     | En saison : Riga |
| Air Serbia                    | Belgrade-Nikola-Tesla En saison: Morava |
| Arkia                         | En saison: Tel Aviv - Ben Gourion |
| Austrian Airlines             | Vienne-Schwechat |
| Bluebird Airways              | En saison : Tel Aviv - Ben Gourion |
| British Airways               | En saison : Londres-City, Londres-Gatwick, Londres-Heathrow |
| Cyprus Airways                | Larnaca |
| easyJet                       | Londres-Gatwick En saison : Berlin-Brandebourg, Londres-Luton, Manchester |
| easyJet Switzerland           | En saison : Bâle-Mulhouse |
| El Al                         | Tel Aviv - Ben Gourion |
| Eurowings                     | Cologne/Bonn-K. Adenauer, Düsseldorf, Hambourg-H.-Schmidt, Stuttgart En saison : Dortmund, Hanovre, Salzbourg-W. A. Mozart |
| Israir                        | Tel Aviv - Ben Gourion |
| Jet2.com                      | En saison : - Birmingham, - Bristol, - Édimbourg, - Leeds-Bradford, - Londres-Stansted, - Manchester, - Newcastle |
| Lufthansa                     | Francfort, Munich-F. J. Strauß |
| Luxair                        | En saison : Luxembourg-Findel |
| Marathon Airlines             | En saison charter: Innsbruck-Kranebitten |
| Norwegian Air Shuttle         | En saison: Oslo-Gardermoen, Stockholm-Arlanda |
| Olympic Air                   | - Chios, - Héraklion-N. Kazantzákis, - Icarie, - Kalamata, - Kos, - Lemnos, - Mytilène-O. Elýtis, - Rhodes-Diagoras, - Sámos-Aristarque En saison: La Canée I.-Daskaloyánnis, Mykonos, Paros, Santorin |
| Ryanair                       | - Bergame-Orio al Serio, - Berlin-Brandebourg, - Bologne-Borgo Panigale, - Bratislava-M. R. Štefánik, - Bucarest-H. Coandă, - Budapest-Ferenc Liszt, - Charleroi Bruxelles-Sud, - Cracovie-Jean-Paul II, - Dortmund, - La Canée I.-Daskaloyánnis, - Londres-Stansted, - Malte, - Memmingen, - Nuremberg-A. Dürer, - Paphos, - Paris-Beauvais, - Rome - G. B. Pastine (Ciampino), - Stockholm-Arlanda, - Tel Aviv - Ben Gourion, - Trévise-Sant'Angelo, - Varsovie-Modlin (Mazovie), - Vienne-Schwechat, - Weeze En saison : - Copenhague-Kastrup, - Corfou-I. Kapodístrias, - Dublin, - Eindhoven, - Francfort-Hahn, - Héraklion-N. Kazantzákis, - Naples-Capodichino, - Zagreb-Pleso |
| Scandinavian Airlines         | Stockholm-Arlanda En saison : Copenhague-Kastrup |
| Sky Express                   | - Athènes E.-Venizélos, - Chios, - Héraklion-N. Kazantzákis, - Larnaca, - Mytilène-O. Elýtis, - Sámos-Aristarque, - Skyros En saison: Mykonos, Paros |
| SmartWings                    | En saison : Prague-Václav-Havel |
| Sundair                       | En saison : Brême |
| Swiss International Air Lines | Zurich En saison : Genève-Cointrin |
| TAROM                         | Bucarest-H. Coandă |
| Transavia                     | Amsterdam |
| Transavia France              | En saison : Paris-Orly |
| TUI Airways                   | En saison : Birmingham, Bristol, Londres-Gatwick, Manchester |
| TUI fly Belgium               | En saison : Bruxelles-National |
| Turkish Airlines              | Istanbul |
| Tus Airways                   | Tel Aviv - Ben Gourion |
| Volotea                       | Santorin |
| Wizz Air                      | Budapest-Ferenc Liszt, Koutaïssi-David-IV, Larnaca, Londres-Luton, Tirana-Mère-Teresa |

## Situation
| \| 50 km1:6 137 000 \| Agrinion Aktion Alexandreia Alexandroúpoli Andravida Áraxos Astypalée Athènes · E. Venizélos Céphalonie La Canée Chios Corfou Héraklion Icarie Ioannina Kalamata Kalymnos Karpathos Kassos Kastellórizo Kastoria Kavala Cythère Kos Kotroni Kozani Larissa Lemnos Leros Milos Mykonos Mytilène Naxos Néa Anchíalos Paros Rhodes Maritsa Samos Santorin Sitía Skiathos Skyros Sparte Syros Tanagra Tatoi Thessalonique Tripoli Tympaki Zante Kastélli |
| 50 km1:6 137 000 |

## Trafic de voyageurs et de marchandises
Entre 1994 et 2010, l'aéroport international de Thessalonique a vu une hausse dans le transport de voyageurs de 76 %, passant de 2,2 millions en 1994 à 3,9 millions en 2010. Entre 2003 et 2009 l'aéroport a connu une augmentation du trafic voyageurs jusqu'à 19 %. Le nombre réel de voyageurs s'est élevé à 4,2 millions de personnes, nombre record pour l'aéroport de Thessalonique. Cependant, ce nombre a diminué les deux années suivantes à 3,9 millions de passagers.
Outre les voyageurs, durant 2010, l'aéroport a traité 8 200 de tonnes de marchandises, dont la quantité a marqué une baisse importante depuis 1997 où l'aéroport en avait géré 21 4000.

### En graphique
Le graphique qui aurait dû être présenté ici ne peut pas être affiché car il utilise l'ancienne extension Graph, désactivée pour des questions de sécurité. Des indications pour créer un nouveau graphique avec la nouvelle extension Chart sont disponibles ici.

Voir la requête brute et les sources sur Wikidata.

#### Zoom sur l'impact du covid de 2019-2020
Le graphique qui aurait dû être présenté ici ne peut pas être affiché car il utilise l'ancienne extension Graph, désactivée pour des questions de sécurité. Des indications pour créer un nouveau graphique avec la nouvelle extension Chart sont disponibles ici.

Voir la requête brute et les sources sur Wikidata.

### En tableau
| Année | Voyageurs | Voyageurs | Voyageurs |
| Année | Intérieur | Étranger  | Total     |
| ----- | --------- | --------- | --------- |
| 1994  | 719 846   | 1 507 641 | 2 227 487 |
| 1995  | 795 085   | 1 541 134 | 2 336 219 |
| 1996  | 922 190   | 1 577 702 | 2 499 892 |
| 1997  | 1 108 736 | 1 688 430 | 2 797 166 |
| 1998  | 1 039 149 | 1 627 926 | 2 667 075 |
| 1999  | 1 328 976 | 1 857 745 | 3 186 721 |
| 2000  | 1 533 383 | 2 014 644 | 3 548 027 |

| Année | Voyageurs | Voyageurs | Voyageurs |
| Année | Intérieur | Étranger  | Total     |
| ----- | --------- | --------- | --------- |
| 2001  | 1 343 366 | 2 087 453 | 3 430 819 |
| 2002  | 1 219 063 | 2 038 373 | 3 257 436 |
| 2003  | 1 446 677 | 2 054 245 | 3 500 922 |
| 2004  | 1 496 411 | 2 124 498 | 3 620,909 |
| 2005  | 1 462 505 | 2 208 076 | 3 670 581 |
| 2006  | 1 486 833 | 2 316 021 | 3 802 854 |
| 2007  | 1 644 950 | 2 523 019 | 4 167 969 |

| Année | Voyageurs | Voyageurs | Voyageurs |
| Année | Intérieur | Étranger  | Total     |
| ----- | --------- | --------- | --------- |
| 2008  | 1 611 883 | 2 557 676 | 4 169 559 |
| 2009  | 1 713 890 | 2 390 305 | 4 104 195 |
| 2010  | 1 682 071 | 2 228 680 | 3 910 751 |
| 2011  | 1 487 972 | 2 470 503 | 3 958 475 |
| 2012  | 1 449 116 | 2 557 088 | 4 006 204 |
| 2013  | 1 409 608 | 2 629 968 | 4 039 576 |
| 2014  | 1 892 018 | 3 058 708 | 4 950 726 |

## Accès

### Transports en commun
L'aéroport est desservi par trois lignes d'autobus, gérées par l'Organisme des transports urbains de Thessalonique (OASTH) :
- la ligne 78 est une ligne de jour express reliant la gare routière, la gare ferroviaire et le centre de Thessalonique à l'aéroport de Thessalonique. Du fait qu'elle est une ligne express, elle ne marque pas tous les arrêts dans la ville. Depuis le centre-ville, elle prend seulement des voyageurs pour l'aéroport et à partir de l'aéroport vers la gare routière, les autobus s'arrêtent seulement pour la descente de voyageurs ;
- la ligne 78N est une ligne de nuit remplaçant la ligne 78 avec deux particularités ; bien que la ligne 78 soit express, la ligne 78N est une ligne omnibus qui dessert aussi l'axe est-ouest de la ville. Dans la majorité de son parcours, elle emprunte un tracé différent à celui de la ligne 78 ;
- la ligne 79 est une ligne locale de jour circulant entre le pôle de correspondances d'IKEA (Α.Σ.ΙΚΕΑ) vers l'aéroport. Dans le pôle de correspondance d'IKEA, elle donne correspondance à plusieurs lignes urbaines et interurbaines.

Tous les autobus passent d'abord par le terminal de départs et terminent leur trajet devant le terminal d'arrivées.
| Nº de ligne | Nom de ligne (en grec)        | Horaire aller | Horaire retour | Intervalles | Desserte                                                       |
| ----------- | ----------------------------- | ------------- | -------------- | ----------- | -------------------------------------------------------------- |
| 78 ou 78A   | ΚΤΕΛ - ΑΕΡΟΔΡΟΜΙΟ             | 5h00 — 22h00  | 5h50 — 23h00   | 30 ~ 45 min | Gare routière (KTEL), gare ferroviaire, centre-ville, aéroport |
| 78N (nuit)  | ΚΤΕΛ - ΑΕΡΟΔΡΟΜΙΟ (ΝΥΚΤΕΡΙΝΟ) | 22h30 — 4h30  | 23h30 — 5h30   | 30 min      | Gare routière (KTEL), gare ferroviaire, centre-ville, aéroport |
| 79          | Α.Σ.ΙΚΕΑ - ΑΕΡΟΔΡΟΜΙΟ         | 5h55 — 22h20  | 6h05 — 22h30   | 30 ~ 40 min | Pôle de correspondances d'IKEA (Α.Σ.ΙΚΕΑ), aéroport            |

En septembre 2010, il était annoncé que l'État considérait l'extension du futur métro de Thessalonique vers l'aéroport, cependant aucune décision définitive n'était prise.

### Voiture
L'aéroport est directement lié aux artères du sud-est de la ville et la RN67 (l'autoroute vers la Chalcidique) en offrant ainsi un accès direct moyennant la périphérique de Thessalonique aux autoroutes E75 et E90. Les parcs de stationnement de l'aéroport ont une capacité de 2 285 voitures.

### Taxi
Devant le terminal d'arrivées il y a une station de taxis qui fonctionne 24h/24. Le coût d'un trajet vers le centre-ville est de 15 € à 25 € selon la distance et l'heure de la location.